# 双线巴蜗牛
双线巴蜗牛（学名：Bradybaena duplocincta）为巴蜗牛科巴蜗牛属的动物。分布于亚洲中部地区和苏联以及中国大陆的新疆(伊犁河谷、天山山脉、巩乃斯草原、乌苏、阿克苏、库车、喀什、叶尔羌河流域以及西北地区等地，生活环境为陆地，一般栖息于农田田埂和路边潮湿的草丛中、土表层以及石块下及草场。